# Гурушкин, Пётр Андреевич
Пётр Андреевич Гурушкин (17.06.1923 — 26.11.1998) — управляющий фермой совхоза «Маслянский» Сладковского района Тюменской области. Герой Социалистического Труда (08.04.1971).

## Биография
Родился 17 июня 1923 года в селе Вознесенка Ишимского уезда Тобольской губернии, ныне в Сладковском районе Тюменской области. Русский. Из крестьян.
Окончил сельскую школу. С 1939 года работал в колхозе «Труд».
В декабре 1941 года призван в Красную Армию Маслянским районным военкоматом Тюменской области. Служил в Сибирском военном округе (Омск). В действующей армии – с  декабря 1941 года, воевал на Сталинградском, Ленинградском и других фронтах. В 1945 году воевал стрелком комендантского взвода штаба 415-й стрелковой дивизии в 61-й армии на 1-м Белорусском фронте. За годы войны дважды ранен (10 августа 1942 и 12 марта 1945 года). 
После войны продолжал службу в Советской Армии. Служил в частях Группы советских оккупационных войск в Германии. Демобилизован в марте 1947 года.
Вернулся в родное село и продолжал работать в колхозе «Труд»: бригадир полеводческой бригады, с 1952 года - заместитель председателя колхоза «Труд», с 1954 года - вновь бригадир производственной бригады.
С 1960 года – управляющий молочнотоварной фермой в селе Вознесенка совхоза «Маслянский» в Сладковском районе (образован в результате укрупнения ряда колхозов и совхозов, в том числе и колхоза «Труд»). Под его руководством коллектив фермы по надоям молока из отстающих вышел в передовые, многократно признавался победителем районного соревнования, был одним из передовых предприятий и в целом по Тюменской области. В 1970 году на ферме от каждой фуражной коровы было получено по 4 157 килограмм молока - невиданный ранее показатель по всему району.
За выдающиеся успехи, достигнутые в развитии сельскохозяйственного производства и выполнении пятилетнего плана продажи государству продуктов животноводства, Указом Президиума Верховного Совета СССР от 8 апреля 1971 года  Гурушкину Петру Андреевичу присвоено звание Героя Социалистического Труда с вручением ордена Ленина и золотой медали «Серп и Молот».
С 1984 года – на пенсии.
Член КПСС в 1956-1991 годах. Депутат Тюменского областного и Сладковского районного советов
народных депутатов. Член Сладковского райкома КПСС.
Жил в селе Вознесенка Сладковского района Тюменской области. 
Скончался 26 ноября 1998 года. Похоронен в Вознесенке.

## Награды
- Золотая медаль «Серп и Молот» (08.04.1971)
- Орден Ленина (22.03.1966).
- Орден Ленина (08.04.1971).
- Орден Отечественной войны I степени (11.03.1985)[2]
- Орден Красной Звезды  (30.05.1945)[3]
- Медаль «В ознаменование 100-летия со дня рождения Владимира Ильича Ленина» (6 апреля 1970)
- Медаль «За победу над Германией в Великой Отечественной войне 1941—1945 гг.» (9 мая 1945[4])
- Юбилейная медаль «Двадцать лет Победы в Великой Отечественной войне 1941—1945 гг.» (7 мая 1965[5])
- Юбилейная медаль «Тридцать лет Победы в Великой Отечественной войне 1941—1945 гг.»[6]
- Медаль «Сорок лет Победы в Великой Отечественной войне 1941-1945 гг.»[7]
- Юбилейная медаль «50 лет Победы в Великой Отечественной войне 1941—1945 гг.»[8]
- Медаль «За взятие Вены»
- Медаль «Ветеран труда»
- Медаль «30 лет Советской Армии и Флота».[9]
- Юбилейная медаль «40 лет Вооружённых Сил СССР»[10]
- Юбилейная медаль «50 лет Вооружённых Сил СССР» (26 декабря 1967[11])
- медалями ВДНХ СССР:

## Память
- Его имя увековечено в Главном Храме Вооружённых сил России, и навсегда запечатлено на мемориале «Дорога Памяти».
- С 1999 года в посёлке Маслянский проводятся ежегодные турниры по волейболу на приз памяти П.А.

Гурушкина. 